# Bulbophyllum heterosepalum
Bulbophyllum heterosepalum är en orkidéart som beskrevs av Rudolf Schlechter. Bulbophyllum heterosepalum ingår i släktet Bulbophyllum och familjen orkidéer. Inga underarter finns listade i Catalogue of Life.